# Protesti u Poznanju 1956.
Protesti u Poznanju 1956. godine dogodili su se od 28. lipnja do 30. lipnja 1956. godine, a bili su motivirani novim porezima za produktivnije radnike kao i siromaštvom te neredom u komunističkim zakonima. Iako je prosvjed trajao samo dva dana, bio je nagovještaj situacije u Mađarskoj kasnije te godine, 1968. u Čehoslovačkoj i ostalim stvarima prije i nakon pada Berlinskog zida.
Sukob je izbio kad se velika masa ljudi slila pred zgradu poljske tajne policije UB u Poznanju. Na njih je otvorena vatra, a jedan od poginulih je bio i 13-godišnji dječak. Bilo je od 53 do 78-ero poginulih i 600 ranjenih.